# Maringá Futebol Clube
O Maringá Futebol Clube é um clube de futebol brasileiro sediado na cidade de Maringá, no estado do Paraná.
Disputa o Campeonato Paranaense de Futebol e manda suas partidas no Estádio Willie Davids, em Maringá, com capacidade para 21.600 espectadores.

## História
O Maringá Futebol Clube (MFC) foi fundado em 2010, com o objetivo de tornar-se o clube do povo maringaense, resgatando a tradição do futebol local pelas mãos de maringaenses natos. Depois de muito tempo, Maringá passaria a ter um clube de futebol movido pela paixão e, não, pela busca de enriquecimento.
No mesmo ano de criação, já veio o primeiro título, a conquista do Paranaense 3ª divisão.
Na campanha daquele ano o time terminou a primeira fase na primeira colocação de seu grupo, sem nenhuma derrota e se classificou para a segunda fase. Nesta segunda fase, terminou na primeira colocação vencendo na final o Agex/Iguaçu, time de União da Vitória, e automaticamente garantiu o acesso para a Segunda Divisão do Campeonato Paranaense de 2011, sendo campeão.
Na final disputada contra o Agex/Iguaçu, venceu o jogo de ida no Estádio Willie Davids, em Maringá, por 2 a 1, e empatou o jogo de volta, realizado no Estádio Municipal Antiocho Pereira em União da Vitória, em 0 a 0, obtendo o título de campeão do Campeonato Paranaense da Terceira Divisão de 2010.
Em 2011, após um início titubeante, reencontrou-se na competição e chegou até as semifinais. Na ocasião, enfrentou o Toledo, vencendo a partida de ida por 2 a 0 e sendo derrotado na segunda partida por 2 a 1. Por um gol apenas, o Maringá deixou de conquistar o acesso à Primeira Divisão já em seu segundo ano de vida. Embora tenha deixado escapar seu objetivo principal, teve uma participação honrosa, tendo sido o único clube a derrotar os dois que conquistaram o acesso, Londrina Esporte Clube e Toledo Esporte Clube.
Após anos de demonstração de muito bom futebol, em 2012 porém, o clube viveu um ano complicado.
Mas no ano seguinte pela Segunda Divisão de 2013, o Maringá conseguiu o acesso e o título fazendo jus à força de sua cidade e à tradição do seu futebol.
No ano de 2014, em sua primeira participação na Primeira Divisão do Campeonato Paranaense de Futebol já alcançou a final, quando enfrentou o Londrina Esporte Clube. Na primeira partida, na cidade de Londrina, empate por 2 a 2, e no jogo de volta, em Maringá, novo empate em 1 a 1 no tempo normal. Foi derrotado nos pênaltis por 4 a 3. Com a boa campanha no Estadual o time garantiu a participação pela primeira vez no Campeonato Brasileiro da Série D ainda em 2014 e na Copa do Brasil 2015.
Em 2015 Maringá FC é eliminado nas quartas de final do Paranaense diante o Londrina EC e no segundo semestre garante vaga na Série D 2016, ao vencer a Taça FPF. Na primeira fase da Copa do Brasil o time eliminou o Madureira/RJ em dois grandes jogos. No primeiro jogo vitória por 2 a 0 em Maringá e no segundo derrota por 3 a 1 no Rio de Janeiro. Na segunda fase da competição nacional o time enfrentou o Santos de Robinho, Elano e Renato e realizou um dos confrontos mais difíceis da equipe da Vila no ano.
No primeiro jogo, realizado no Estádio Regional Willie Davids, o Maringá empatou em 2 a 2. Já no segundo jogo o peixe venceu por 1 a 0 e ficou com a vaga. Mesmo com a derrota o Maringá garantiu uma campanha digna de uma equipe guerreira e de qualidade que estreava na competição.
Em 2016, conflito interno, descontinuidade de elenco e falta de planejamento fazem o Maringá ficar com a lanterna no Estadual, consequentemente, o rebaixamento. A equipe disputa a Série D, mas é eliminado na primeira fase.
Em 2017 o Maringá Futebol Clube renasceu e garantiu a conquista dos títulos do Campeonato Paranaense da Segunda Divisão, diante do União Beltrão, e da Taça Federação Paranaense de Futebol, garantindo vaga à Série D de 2018.
De volta à elite do Estado em 2018, o time fez bonito e terminou na quinta colocação geral, ficando atrás apenas de Athletico/PR, Coritiba, Londrina e Paraná Clube, garantindo vaga à Série D de 2019. Na Série D de 2018, novamente o time fez história e garantiu, pela primeira vez, a classificação para a segunda fase da competição, mas acabou eliminado pelo Caxias/RS.
Em 2019 os resultados não aconteceram, com apenas três vitórias no Campeonato Paranaense, o clube foi rebaixado para a segunda divisão do estadual. No Brasileiro Série D, a campanha também não foi boa, sendo eliminado ainda na primeira fase da competição.
Em 2020 o Maringá Futebol Clube buscou o acesso novamente à elite do estadual de forma invicta na competição. Na final o clube acabou perdendo o título para o Azuriz, ficando com a segunda colocação.
Em 2021 faz campanha mediana no estadual e é eliminado nas quartas de final para o FC Cascavel, com derrota por 2 a 1 em casa e empate por 1 a 1 em Cascavel, encerrando a competição na 8ª colocação.
Em 2022 o Maringá faz ótima campanha e chega mais uma vez na final. Conquista o vice-campeonato diante do Coritiba com derrotas por 2 a 1 no Willie Davids e por 4 a 2 no Couto Pereira, ambos de virada. Com a boa campanha no Estadual o time garantiu a participação pela quinta vez no Campeonato Brasileiro da Série D em 2023 e pela segunda vez na Copa do Brasil de 2023.
No campeonato paranaense de 2023, o time faz boa campanha, mas cai na semifinal diante do Athletico Paranaense. Derrotas por 2 a 0 no Willie Davids e por 1 a 0 na Arena da Baixada, conquista o quarto lugar e, consequentemente, as vagas para a Série D de 2024 e Copa do Brasil 2024.
Na primeira fase da Copa do Brasil de 2023 o tricolor venceu o Sampaio Corrêa do Maranhão no Willie Davids por 2 a 1. O Maringá tinha a desvantagem de só conseguir passar de fase com a vitória. Pelo novo regulamento, a equipe visitante joga pelo empate por estar melhor ranqueado. Na segunda fase o Maringá eliminou o Marcílio Dias de Itajaí/SC pelo placar de 2 a 0 também no Willie Davids, ao garantir o mando por sorteio.
A terceira fase do torneio contou com o incremento dos melhores clubes ranqueados do país. Através de sorteio ficou definido que o adversário do Maringá seria o Flamengo/RJ em confrontos de ida e volta. Na primeira partida, no Willie Davids, o Maringá recebeu o Flamengo em crise e venceu por 2 a 0. O Maringá perdeu quatro titulares antes da segunda partida contra o Flamengo, os quatros jogadores estavam entre os principais destaques da equipe e foram emprestados a outros clubes. Acreditando em um bom resultado, o clube fretou um voo exclusivo para os torcedores irem ao Maracanã, na decisão por vaga nas oitavas de final da Copa do Brasil. Mesmo com a vantagem de poder perder por um gol de diferença, o tricolor não conseguiu segurar a pressão do Flamengo, perdeu por 8 a 2 no Maracanã e acabou eliminado na terceira fase da Copa do Brasil.
No Campeonato Paranaense 2024, o Maringá fez ótima campanha, conquistando mais um vice-campeonato, diante do Athletico Paranaense, conseguindo classificação para a Copa do Brasil 2025. Na Série D, o Maringá fez excelente campanha, sendo o primeiro colocado do Grupo A7 com oito pontos de vantagem para o segundo colocado, o Inter de Limeira. No mata-mata da competição, após eliminar o Novo Hamburgo e a Portuguesa-RJ, o Maringá conseguiu o tão sonhado acesso ao Campeonato Brasileiro da Série C de 2025 novamente com uma vitória sobre o Inter de Limeira. Na semi-final, o Maringá foi eliminado nos pênaltis para o Anápolis, ficando com a terceira colocação geral na competição. O Maringá também contou com alta presença da torcida maringaense no acesso, sendo o clube com segunda maior média de público da competição, ficando atrás apenas do América-RN.
Em 2025, pelo Campeonato Paranaense, o Maringá venceu o Athletico Paranaense em plena Ligga Arena pela semifinal por 3 a 0 e chegou mais uma vez à final pelo segundo ano consecutivo.

### Nomes
Ao longo de sua curta história o Maringá Futebol Clube já teve algumas mudanças de nome. Quando nasceu em 2010, através do projeto social que mantinha no Jardim Alvorada, se chamava Sociedade Esportiva Alvorada Club.
Posteriormente, passou a denominar-se Grêmio Metropolitano Maringá, porém, em virtude da semelhança com o outro clube da cidade em atividade no mesmo período, o Grêmio Maringá, mudou para Metropolitano Maringá. Em 2 de setembro de 2013, adotou a atual nomenclatura, a fim de aumentar a identificação do clube com a Cidade Canção.

### Categorias de base
A equipe tem uma das mais fortes categorias de base da cidade canção com um projeto social que não permite que os atletas paguem alguma mensalidade como a maioria das outras categorias de base da cidade fazem. A equipe conta com as equipes Sub-20, Sub-17 e Sub-15.

## Títulos
| ESTADUAIS | ESTADUAIS                          | ESTADUAIS | ESTADUAIS   |
|           | Competição                         | Títulos   | Temporadas  |
| --------- | ---------------------------------- | --------- | ----------- |
|           | Taça FPF                           | 2         | 2015 e 2017 |
|           | Campeonato Paranaense - 2ª Divisão | 2         | 2013 e 2017 |
|           | Campeonato Paranaense - 3ª Divisão | 1         | 2010        |

### Outras conquistas
- Torneio Paraná de Verão: 2024 e 2025.[37][38]

## Estatísticas

### Participações
|  | Participações em 2025 |

| Competição | Competição            | Temporadas | Melhor campanha        | Estreia | Última | P | R |
| Paraná     | Campeonato Paranaense | 10         | Vice-campeão (4 vezes) | 2014    | 2025   |   | 2 |
| Paraná     | Segunda Divisão       | 5          | Campeão (2013 e 2017)  | 2011    | 2020   | 3 | – |
| Paraná     | Terceira Divisão      | 1          | Campeão (2010)         | 2010    | 2010   | 1 |   |
| Brasil     | Série C               | 1          | Estreia (2025)         | 2025    | 2025   | – | – |
| Brasil     | Série D               | 6          | 3º colocado (2024)     | 2014    | 2024   | 1 |   |
| Brasil     | Copa do Brasil        | 4          | 3ª fase (2023 e 2025)  | 2015    | 2025   |   |   |

### Campanhas de destaque
| Maringá Futebol Clube                               | Maringá Futebol Clube | Maringá Futebol Clube       | Maringá Futebol Clube | Maringá Futebol Clube |
| Torneio                                             | Campeão               | Vice-campeão                | Terceiro colocado     | Quarto colocado       |
| --------------------------------------------------- | --------------------- | --------------------------- | --------------------- | --------------------- |
| Campeonato Brasileiro - Série D                     | 0 (não possui)        | 0 (não possui)              | 1 (2024)              | 0 (não possui)        |
| Campeonato Paranaense                               | 0 (não possui)        | 4 (2014, 2022, 2024 e 2025) | 0 (não possui)        | 1 (2023)              |
| Campeonato Paranaense de Futebol - Segunda Divisão  | 2 (2013 e 2017)       | 1 (2020)                    | 1 (2011)              | 0 (não possui)        |
| Campeonato Paranaense de Futebol - Terceira Divisão | 1 (2010)              | 0 (não possui)              | 0 (não possui)        | 0 (não possui)        |
| Taça FPF                                            | 2 (2015 e 2017)       | 0 (não possui)              | 0 (não possui)        | 0 (não possui)        |

### Últimas Temporadas
Legenda: 
| Campeão Vice-campeão Eliminado na semifinal. | Campeão do Interior Rebaixado à divisão inferior. Campeão e promovido à divisão superior Promovido à divisão superior. |

### Retrospecto em competições oficiais
Última atualização:  17º Rodada do Campeonato Brasileiro Série C 2025
| Competição | Competição     | Temporadas | Títulos | Pts. | J   | V  | E  | D  | GP  | GC  |
| ---------- | -------------- | ---------- | ------- | ---- | --- | -- | -- | -- | --- | --- |
| Paraná     | Paranaense     | 10         | –       | 210  | 143 | 57 | 39 | 47 | 185 | 159 |
| Brasil     | Série C        | 1          | –       | 21   | 17  | 4  | 9  | 4  | 21  | 22  |
| Brasil     | Série D        | 6          | –       | 113  | 66  | 30 | 23 | 13 | 84  | 58  |
| Brasil     | Copa do Brasil | 4          | –       | –    | 14  | 7  | 2  | 5  | 22  | 24  |

## Símbolos

### Escudo
As cores iniciais do Maringá eram preto, branco e verde. Essas cores foram adotadas pela agremiação do clube logo no seu primeiro ano de existência, em 2010. Embora a camisa fosse com listras verticais brancas e pretas, aparentemente alvinegra, os detalhes em verde indicavam ser tricolor. Desde sua fundação, o escudo do Maringá FC passou por uma série de mudanças, incluindo seus nomes.
O atual escudo surgiu em 2019 quando houve um rompimento com a antiga presidência. Assim, a diretoria apresentou um novo escudo com uma mudança bem drástica no design, passando para algo totalmente minimalista, que, segundo o clube, representa o espírito e a paixão pela cidade.
Com variação de cores o novo brasão carrega traços icônicos da cidade, referência quase “oculta” à Catedral, um escudo moderno, que conta com as letras M, F e C mais visíveis.

### Hino
O hino do clube, de autoria do  ex-presidente da equipe, o ex-vereador Sr. Aparecido Domingos Regini "Zebrão", foi composto em 2013. Originalmente trazia o nome  antigo do time (Metropolitano), mas foi modificado para que o time fosse chamado Maringá.

## Torcidas organizadas
A Fúria Alvinegra (FAN) foi a primeira torcida organizada do Maringá Futebol Clube. A Fúria foi fundada em Novembro de 2006 por torcedores do então time da cidade, o antigo Galo Maringá. Com a dissolução deste em 2008, esta torcida passou a apoiar o Maringá FC em 2010. No entanto, após divergências, em 2019 a maioria de seus membros deixou a torcida e foi criada a Força Maringaense no mesmo ano. Após 5 anos afastada dos estádios, em 2024 a Fúria Alvinegra (FAN) retornou para apoiar o novo Galo Maringá.
A Força Maringaense (TFM) é a atual torcida organizada do clube. Após uma cisão na cúpula da Fúria em 2019, remanescentes desta e outros torcedores decidiram fundar uma nova organizada, que apoia o time desde então.

## Rivalidades

### Derby Maringaense
Seu primeiro derby foi pelo Paranaense da Terceira Divisão de 2010. Com o mando do adversário o Maringá FC empatou em 3 a 3 com o Grêmio Maringá, no Willie Davids. No returno vence o mesmo por 4 a 0 com mando de campo do tricolor.
No Campeonato Paranaense da Segunda divisão de 2012, o Maringá é derrotado pelo Grêmio por 1 a 0 como mandante e no returno, como visitante, o Maringá perde por 3 a 1 do alvinegro.
Em 2013, pelo Campeonato Paranaense da Segunda Divisão, o Maringá derrota o Grêmio por 4 a 0 como visitante.
Pelo Campeonato Paranaense da Segunda Divisão de 2017, novamente como visitante, o tricolor vence o Grêmio por 2 a 0. Não se enfrentam no profissional desde 2017.
As torcidas de ambos os clubes, especialmente as organizadas, têm muita rivalidade e isso se extende às categorias de base, com brigas entre as mesmas.

### Clássico do Café
O Maringá tem como um de seus principais rivais o Londrina, com quem faz o clássico "Clássico do Café".
Apesar de ser um clássico novo, com o 1º clássico tendo sido disputado somente em 2014, os times e suas torcidas já se tornaram rivais, devido à proximidade entre as cidades e histórico de rivalidade entre elas.
Dentro de campo, as equipes já decidiram o Estadual de 2014.

### Maringalo
Em 2020, surge um novo time na cidade, o Aruko Sports, que no fim de 2023 passou a chamar-se Galo Maringá. Com ascensão meteórica, muito similar a que o Maringá teve entre 2010 e 2014, rapidamente chegou à elite estadual em 2023. Em partida válida pela sétima rodada do Campeonato Paranaense, o Dogão e o Galo se enfrentaram pela primeira vez, com o Galo Maringá como mandante. O resultado final foi de 1 a 1, no primeiro confronto entre os dois novos rivais.
Em 2024 ocorreu a 1ª partida com o mando do Maringá FC, com vitória do mandante por 3 a 0 diante de 7.191 pessoas.

## Mascote
Durante seus primeiros anos como profissional o time utilizou a Zebra como seu mascote, em alusão ao seu antigo presidente, um vereador de Maringá conhecido por "Zebrão". Este mascote se manteve até o fim do ano de 2018, quando houve um rompimento com a antiga presidência. Assim, a nova diretoria considerou melhor trocar a identidade do mascote por um Cachorro, fazendo alusão a um dos principais expoentes da cultura maringaense, o lanche prensado conhecido na cidade por "Cachorrão". Assim, a partir da temporada 2019, um cachorro faz a animação da torcida maringaense, e a RPC TV (afiliada da Rede Globo no Paraná), abriu uma votação para a escolha do nome do animal.

## Ranking da CBF
Ranking da CBF atualizado em dezembro de 2024
- Posição: 73º
- Pontuação: 1233 pontos

Ranking criado pela Confederação Brasileira de Futebol para pontuar todos os clubes do Brasil.